# Elecciones estatales de Veracruz de 1974
Las elecciones estatales de Veracruz de 1974 se llevó a cabo el domingo 1 de septiembre de 1974, y en ellas se renovaron los cargos de elección popular en el estado mexicano de Veracruz: 
- Gobernador de Veracruz. Titular del Poder Ejecutivo y del Estado electo para un período de seis años no reelegibles en ningún caso. El candidato electo fue Rafael Hernández Ochoa